# Двухпятнистый луциан
Двухпятнистый луциан, или белополосый луциан (лат. Lutjanus biguttatus), — вид лучепёрых рыб из семейства луциановых. Распространены в Индо-Тихоокеанской области. Максимальная длина тела 25 см.

## Описание
Тело веретенообразное, умеренно высокое, его высота укладывается 3,5—3,8 раз в стандартную длину тела. Рыло немного заострённое. Верхний профиль головы почти прямой, очень плавно снижается к окончанию рыла. Предглазничная кость узкая, её ширина меньше половины диаметра глаза. Слабо развиты предглазничные выемка и выпуклость. Зубы на сошнике расположены в форме треугольника или ромба, со срединным выступом. Язык гладкий, без зубов. На первой жаберной дуге 23—25 жаберных тычинок, из них 16—19 на нижней части (включая рудиментарные). В спинном плавнике 10 жёстких и 12 мягких лучей. В анальном плавнике 3 жёстких и 8 мягких лучей. Задний край спинного и анального плавников заострённый. В грудных плавниках 15—16 мягких лучей. Хвостовой плавник усечённый. Над боковой линей ряды чешуй косо поднимаются к спинной поверхности.
Спина и верхняя часть тела тёмно-коричневые, нижняя часть тела и брюхо золотисто-коричневые или желтоватые. Вдоль всего тела от нижнего края глаза до основания хвостового плавника проходит широкая жемчужно-белая полоса. На спине хорошо заметны два белых пятна, одно ниже основания седьмого жёсткого луча спинного плавника, а второе — ниже середины основания мягкой части спинного плавника.
Максимальная длина тела 25 см, обычно около 15 см.

## Ареал и места обитания
Распространены в Индо-Тихоокеанской области от Мальдивских островов и прибрежных вод юга Индии до Филиппин, Суматры, севера Австралии (полуостров  Кейп-Йорк) и Соломоновых островов. Обитают у коралловых рифов на глубине от 3 до 36 м. Иногда образуют большие стаи из 100 особей и более. Питаются мелкими рыбами и ракообразными.

## Взаимодействие с человеком
В некоторых частях ареала (например, в Шри-Ланка) являются объектом промыслового лова, но уловы невелики. Ловят преимущественно ручными ярусами и жаберными сетями. Реализуются в свежем виде.